# Villars-sous-Yens
Villars-sour-Yens es una comuna suiza situada en el distrito de Morges en el cantón de Vaud. Tiene una población estimada, a fines de 2022, de 615 habitantes.
Limita con las comunas de Yens, Denens, Lussy-sur-Morges, Saint-Prex, Etoy y Lavigny.